# Alle meine Träume
Alle meine Träume (Originaltitel: The Best of Everything) ist ein US-amerikanischer Spielfilm, der mit seiner für die Zeit teilweise drastischen Schilderung von Tabuthemen wie Sex, Gewalt und Ehebruch die schwindende Macht des Production Code deutlich macht. In einer Nebenrolle tritt Joan Crawford auf. Der Film basiert auf dem gleichnamigen Roman von Rona Jaffe.

## Handlung
Der Film schildert das Liebesleid von drei jungen Frauen, die mehr oder weniger zeitgleich eine Beschäftigung in dem angesehenen Verlagshaus Fabian’s Publishing Company annehmen. Caroline ist sehr ambitioniert und will Karriere machen. Unter dem strengen Regiment der verantwortlichen Redakteurin Amanda Farrow wächst sie an ihren Aufgaben. Amanda hat ein Verhältnis mit einem verheirateten Mann, der sie im Verlauf der Handlung fallen lässt. Eine gute Freundin findet Caroline in Gregg, die alles daran setzt, Schauspielerin zu werden. Sie verliebt sich in den verantwortungslosen David Savage und wird am Ende wahnsinnig. Bei dem Versuch, in Davids Wohnung einzubrechen, fällt Gregg eine Feuerleiter herunter und stirbt einsam neben den Mülltonnen. Dritte im Bunde der Frauen ist April Morrison, ein naives Mädchen vom Lande auf der Suche nach der großen Liebe. April wird von einem hemmungslosen Playboy verführt, geschwängert und fast zur Abtreibung gezwungen. Erst in letzter Sekunde entscheidet sich April für ihr ungeborenes Kind und findet am Ende wahre Liebe in den Armen eines verständnisvollen Jugendfreundes. Caroline steht am Ende kurz vor der Erfüllung all ihrer beruflichen Träume, als sie den Job von Amanda angeboten bekommt. Gerade als sie zusagen will, erkennt sie jedoch ihre wahre Bestimmung als Hausfrau und liebevolle Mutter an der Seite von Mike Rice, einem Reporter. Der hat Caroline bereits mehrmals gewarnt, dass Karriere und persönliches Glück sich ausschlössen.

## Hintergrund
Gegen Ende der 1950er Jahre lockerte sich der bislang strenge Zugriff des Production Code auf die Darstellung von gesellschaftskritischen Themen und vor allem der Präsentation von Sexualität auf der Leinwand. Nachdem die zunehmende Permissivität zunächst in wenig ambitionierten B-Filmen stattgefunden hatte, kam erstmals 1957 mit Glut unter der Asche, der Verfilmung des Bestellers Peyton Place, ein mit viel Aufwand und etlichen Stars produzierter Film in die Kinos, der Tabuthemen wie Abtreibung, Vergewaltigung, Ehebruch und Inzest thematisierte und gleichzeitig jede Art von Bigotterie in der Gesellschaft offenlegte. Zwar wurden diese Bereiche zunächst mehr erörtert als visuell auf die Leinwand gebracht, trotzdem war damit eine Grenzlinie überschritten. In der Folgezeit überboten sich die großen Studios mit Filmen, die bislang verschwiegene Bereiche des menschlichen Zusammenlebens zum Gegenstand der Handlung machten. Plötzlich im letzten Sommer behandelte Geisteskrankheit, Inzest, Kannibalismus und Prostitution. Die Sommerinsel von 1959 widmete sich Teenagerschwangerschaften, Ehebruch, häuslicher Gewalt und Scheidungen. Weitere Tabubrüche begingen Anatomie eines Mordes, der im Detail eine Vergewaltigung beschreibt, und Solange es Menschen gibt, ein Film, der die Ungleichbehandlung von Afroamerikanern in der Gesellschaft darstellt. Die Verfilmung von Rona Jaffes Roman The Best of Everything widmet sich den sexuellen Übergriffen auf junge, unverheiratete Frauen am Arbeitsplatz sowie den Problemen, die sich aus der zunehmenden sexuellen Freiheit ergaben. Von den Grundfragen und der Konstellation her griff Alle meine Träume dabei auf Filmen wie Our Blushing Brides und Employees’ Entrance zurück, die bereits Anfang der 1930er derartige Themen in den Mittelpunkt der Handlung gestellt hatten.
Die Karriere von Joan Crawford schien 1957 beendet, als sich die Schauspielerin nach dem Erfolg von Esther Costello und obwohl sie weiterhin Gagen von 200.000 Dollar pro Film zu verlangen in der Lage war, freiwillig von der Leinwand zurückzog, um sich künftig um die Belange des Getränkeherstellers Pepsi zu kümmern. Crawford hatte 1955 Alfred Steele, den Aufsichtsratsvorsitzenden des Konzerns geheiratet, und widmete sich mit Verve der Werbung für das Unternehmen. 1959 war Steele überraschend verstorben und hinterließ Crawford nichts außer Schulden in Millionenhöhe. Die Schauspielerin baute im Verlauf der nächsten Monate die meisten Rückstände ab, teilweise auch mittels der Gage in Höhe von 65.000 US-Dollar, die sie für ihren Auftritt in Alle meine Träume erhielt. Eine Zeitlang schwankte Joan Crawford, wieder ins Filmgeschäft einzusteigen, doch am Ende wurde sie in den Aufsichtsrat von Pepsi gewählt und verbrachte die nächsten Jahre mit Reisen um die ganze Welt als Repräsentantin von Pepsi.
Zu ihrem Auftritt meinte die Schauspielerin gegenüber Roy Newquist in Conversations with Joan Crawford nicht ohne Stolz: 

„Das war ein relativ komplexer Filmauftritt für mich - der Film sollte einige vielversprechende Starletts von 20th Century Fox groß herausstellen. Die Anfänger waren nicht schlecht, aber aus dem einen oder anderen Grund bin ich stolz zu sagen, dass ich mehr oder weniger den Film gestohlen habe. Vielleicht lag es an der Rolle – ich hatte all die Stärke – aber ich denke, es war einfach die Erfahrung, aus einer Szene das beste herauszuholen.“

Das Titellied wurde von Johnny Mathis interpretiert.

## Kritik
Die Mehrzahl der Kritiker bemängelte die unlogische Geschichte und die wenig überzeugenden Darstellungen der Schauspieler. Einhelliges Lob erhielt nur Joan Crawford. 
Paul V. Beckley befand in der New York Herald Tribune:

„Sie brauchen sich nur anzusehen, was passiert, wenn die Kamera auf Joan Crawford schwenkt in ihrer Rolle einer boshaften, nervösen, frustrierten Karrierefrau um festzustellen, was dem Film insgesamt fehlt. Ich weiß, diese Rolle der Frau, die einen endlosen Kampf führt für ihre Liebe, das ist eine typische Crawford-Spezialität der letzten Jahre. Aber Erfahrung allein erklärt nicht die Elektrizität. Das Drehbuch gibt ihr nur eine Handvoll Szenen, sie muss emotional gleichzeitig in völlig entgegengesetzte Richtungen spielen und sie hat dazu einen völlig unglaubwürdigen Gesinnungswandel am Ende. Doch trotz allem, wenn sie auftritt, dann wachen Sie auf und beginnen sich zu wundern, was eigentlich geschieht. […] All ihre Probleme werden sozusagen im Off entwickelt und gelöst, doch selbst vor diesem Hintergrund, nur auf einige böse Blicke beschränkt und einige zynische Dialogzeilen, schafft es Miss Crawford, den Rest der Besetzung wie Staffage aussehen zu lassen.“

## Auszeichnungen
Der Film war bei der Oscarverleihung 1960 in zwei Kategorien nominiert: 
- Bestes Kostümdesign (Farbe) – Adele Palmer
- Bester Song – The Best of Everything (Alfred Newman und Sammy Cahn)